# Liste der Biografien/Dud
Liste der Biografien |
Portal Biografien |
Personensuche
# |
A |
B |
C |
D |
E |
F |
G |
H |
I |
J |
K |
L |
M |
N |
O |
P |
Q |
R |
S |
T |
U |
V |
W |
X |
Y |
Z |
?
 
Da |
Db |
Dc |
Dd |
De |
Dg |
Dh |
Di |
Dj |
Dk |
Dl |
Dm |
Dn |
Do |
Dq |
Dr |
Ds |
Du |
Dv |
Dw |
Dy |
Dz
 
Dua |
Dub |
Duc |
Dud |
Due |
Duf |
Dug |
Duh |
Dui |
Duj |
Duk |
Dul |
Dum |
Dun |
Duo |
Dup |
Duq |
Dur |
Dus |
Dut |
Duu |
Duv |
Duw |
Dux |
Duy |
Duz
Die Liste der Biografien führt alle Personen auf, die in der deutschsprachigen Wikipedia einen Artikel haben. Dieses ist eine Teilliste mit 235 Einträgen von Personen, deren Namen mit den Buchstaben „Dud“ beginnt.

## Dud
- Dud, Juri Alexandrowitsch (* 1986), russischer Journalist, Videoblogger und Dokumentarfilmer sowie ehemaliger Fernseh- und Hörfunkmoderator

### Duda
- Duda (* 1980), portugiesischer Fußballspieler
- Duda (* 1995), brasilianische Fußballspielerin
- Duda (* 1996), brasilianische Fußballspielerin
- Duda (* 2001), brasilianische Fußballspielerin
- Duda, Adolf (1878–1940), österreichischer Politiker (SDAP), Landtagsabgeordneter, Abgeordneter zum Nationalrat
- Duda, Alexander (* 1955), deutscher Theaterregisseur, Synchronsprecher, Theater- und VolksschauspielerAlexander Duda (* 1955)

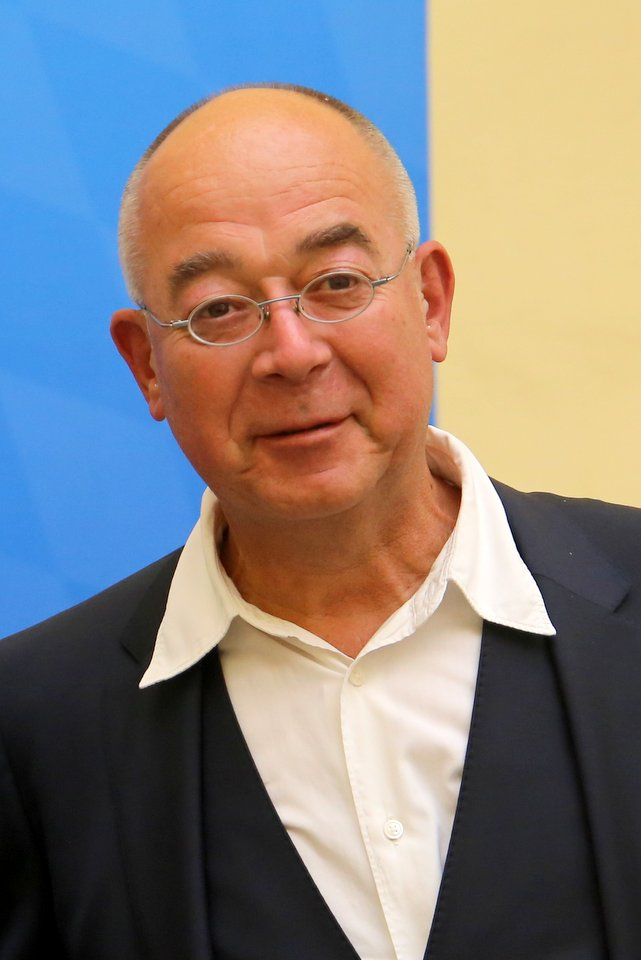
Alexander Duda (* 1955)

- Duda, Andrzej (* 1972), polnischer Politiker
- Duda, Benedikt (* 1994), deutscher Tischtennisspieler
- Duda, Bonaventura (1924–2017), kroatischer Ordensgeistlicher, römisch-katholischer Theologe und Hochschullehrer
- Duda, Christian (* 1962), deutscher Kinder- und Jugendbuchautor und Regisseur
- Duda, Daniel (* 1982), deutscher Behindertensportler
- Duda, Dorothea (* 1951), deutsche Anästhesistin
- Duda, Elisabeth (* 1979), polnische Schauspielerin
- Duda, Fritz (1904–1991), deutscher Maler und Grafiker
- Duda, Gernot (1928–2004), deutscher Synchronsprecher und Theater- und FernsehschauspielerGernot Duda (1928–2004)

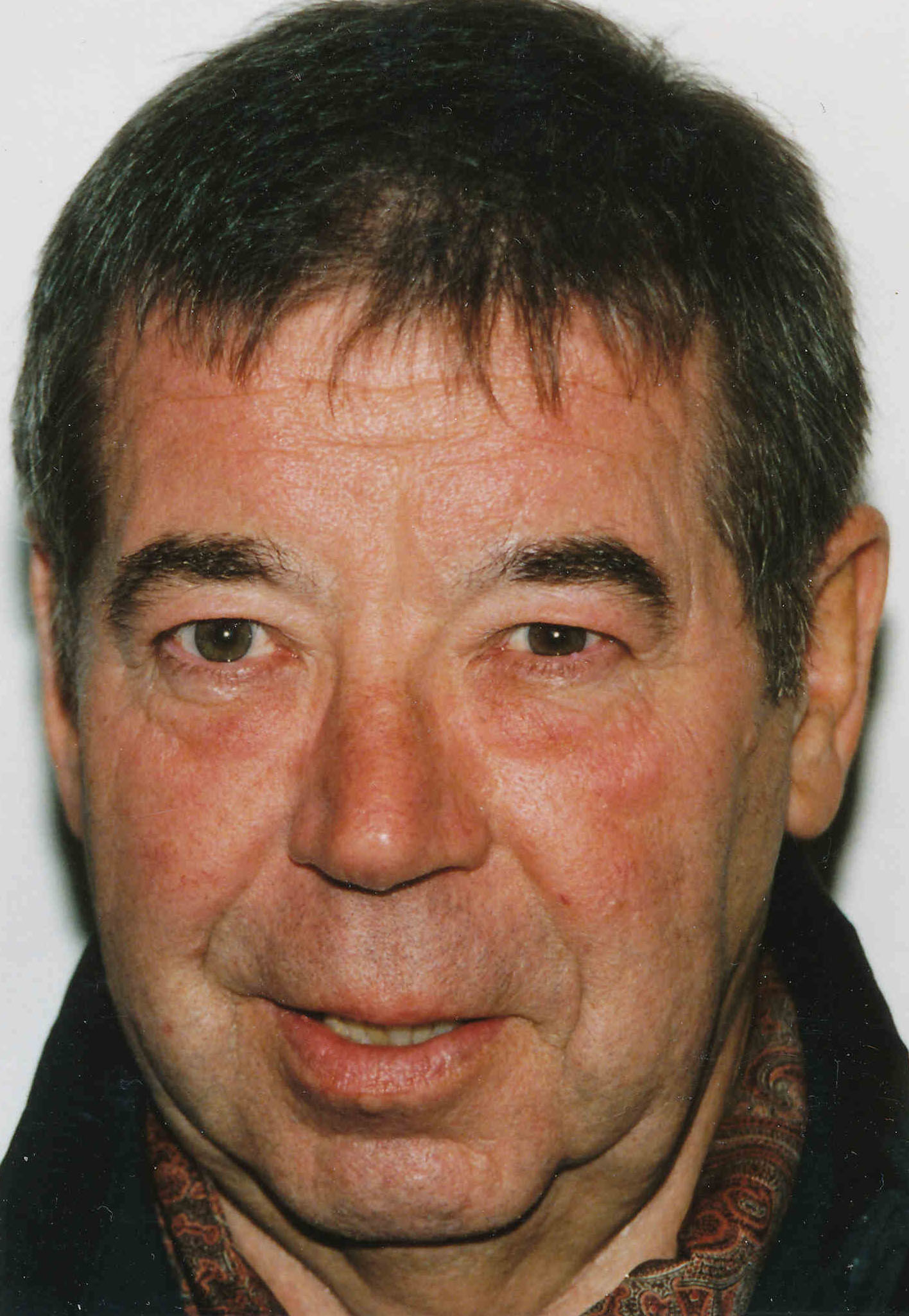
Gernot Duda (1928–2004)

- Duda, Gunther (1926–2010), deutscher Internist, rechtsextremistischer Publizist und Aktivist
- Duda, Herbert W. (1900–1975), österreichischer Orientalist
- Duda, Jacek (* 1963), polnischer Basketballspieler
- Duda, Jan-Krzysztof (* 1998), polnischer Schachgroßmeister
- Duda, Janusz (1961–2024), polnischer Skispringer
- Duda, Jarosław (* 1964), polnischer Politiker und Soziologe
- Duda, Joanna (* 1983), polnische Jazzmusikerin (Piano, Synthesizer, Sampling, Komposition)
- Duda, Jörg (* 1968), deutscher Komponist und Musiker
- Duda, Lucas (* 1986), US-amerikanischer Baseballspieler
- Duda, Mariusz (* 1975), polnischer Musiker und Komponist im Bereich Progressive Rock und Art Rock
- Duda, Ondrej (* 1994), slowakischer Fußballspieler
- Duda, Petra (1957–2022), deutsche Schauspielerin
- Duda, Piotr (* 1962), polnischer Gewerkschafter
- Duda, Radek (* 1979), tschechischer Eishockeyspieler
- Duda, Solveig (* 1972), deutsche Theater- und Fernsehschauspielerin, Synchronsprecherin, Dialogbuchautorin und Synchronregisseurin
- Duda, Tamara (* 1976), ukrainische Schriftstellerin
- Duda, Werner (1934–2021), deutscher Gebrauchsgrafiker und Zauberkünstler
- Duda-Gracz, Jerzy (1941–2004), polnischer Maler und Grafiker
- Dudáček, Jiří (* 1962), tschechischer Eishockeyspieler
- Dudaev, Islam (* 1995), russisch-albanischer Ringer
- Dudajew, Alan Iljitsch (* 1981), russischer Ringer
- Dudajew, Dschochar Mussajewitsch (1944–1996), erster tschetschenische Präsident
- Dudajew, Rudnik Umalatowitsch (1949–2005), tschetschenischer Politiker
- Dudajewa, Alla Fjodorowna (* 1947), sowjetisch-russisch-tschetschenische Künstlerin, Dichterin und Schriftstellerin
- Dudaković, Atif (* 1953), bosnisch-herzegowinischer Militär, General der Armee der Republik Bosnien und Herzegowina
- Dudakowa, Marija Sergejewna (* 1983), russische Sommerbiathletin in der Stilrichtung Rollski
- Dudamel, Gustavo (* 1981), venezolanischer DirigentGustavo Dudamel (* 1981)

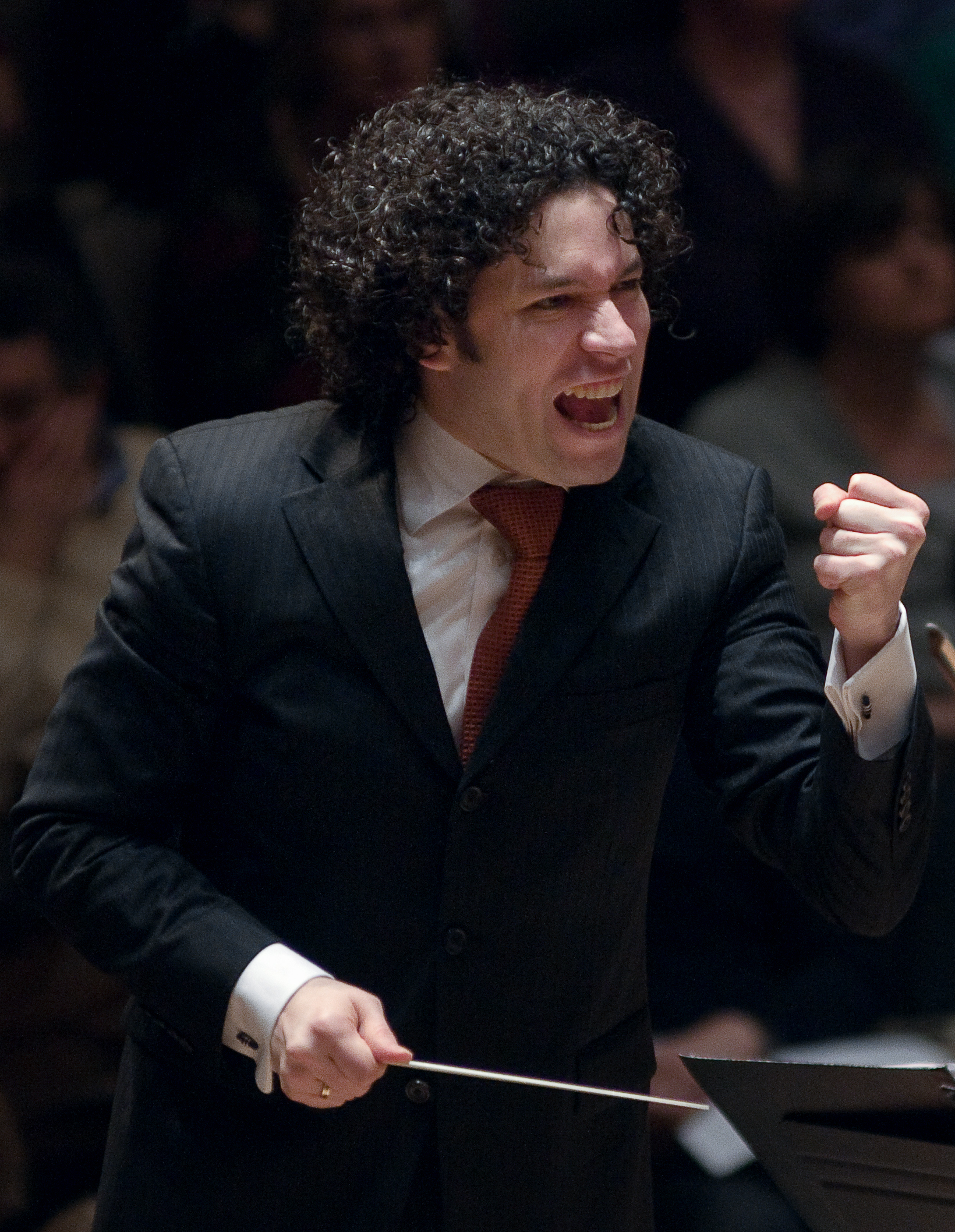
Gustavo Dudamel (* 1981)

- Dudar, Ales (1904–1937), belarussischer Schriftsteller, Übersetzer und Kritiker
- Dudar, Emiliano (* 1981), argentinischer Fußballspieler
- Dudarau, Hleb (* 1996), belarussischer Hammerwerfer
- Dudarew, Dmitri (* 1976), kasachischer Eishockeystürmer
- Dudarew, Juri Wladimirowitsch (* 1970), russischer Skispringer
- Dudarov, Achmed (* 1992), deutscher Ringer
- Dudarowa, Nina Alexandrowna (1903–1992), sowjetische bzw. russische Dichterin und Übersetzerin
- Dudarowa, Weronika Borissowna (1916–2009), russische Dirigentin
- Dudás, Eszter (* 1992), ungarische Triathletin
- Dudas, Gordan (* 1971), deutscher Politiker (SPD), MdL
- Dudas, Lajos (* 1941), deutsch-ungarischer Jazz-Klarinettist und Komponist
- Dudaš, Mihail (* 1989), serbischer Leichtathlet
- Dudás, Miklós (1902–1972), ungarischer Bischof
- Dudás, Sándor (* 1948), ungarischer Bildhauer und Medailleur
- Dudaș, Traian (* 1927), rumänischer Politiker (PCR), Minister und Botschafter
- Duday, Bruno (1880–1946), deutscher Filmproduzent

### Dudb
- Dudbridge, Mark (* 1973), englischer Dartspieler

### Dudd
- Dudda, Frank (* 1963), deutscher Kommunalpolitiker (SPD)Frank Dudda (* 1963)

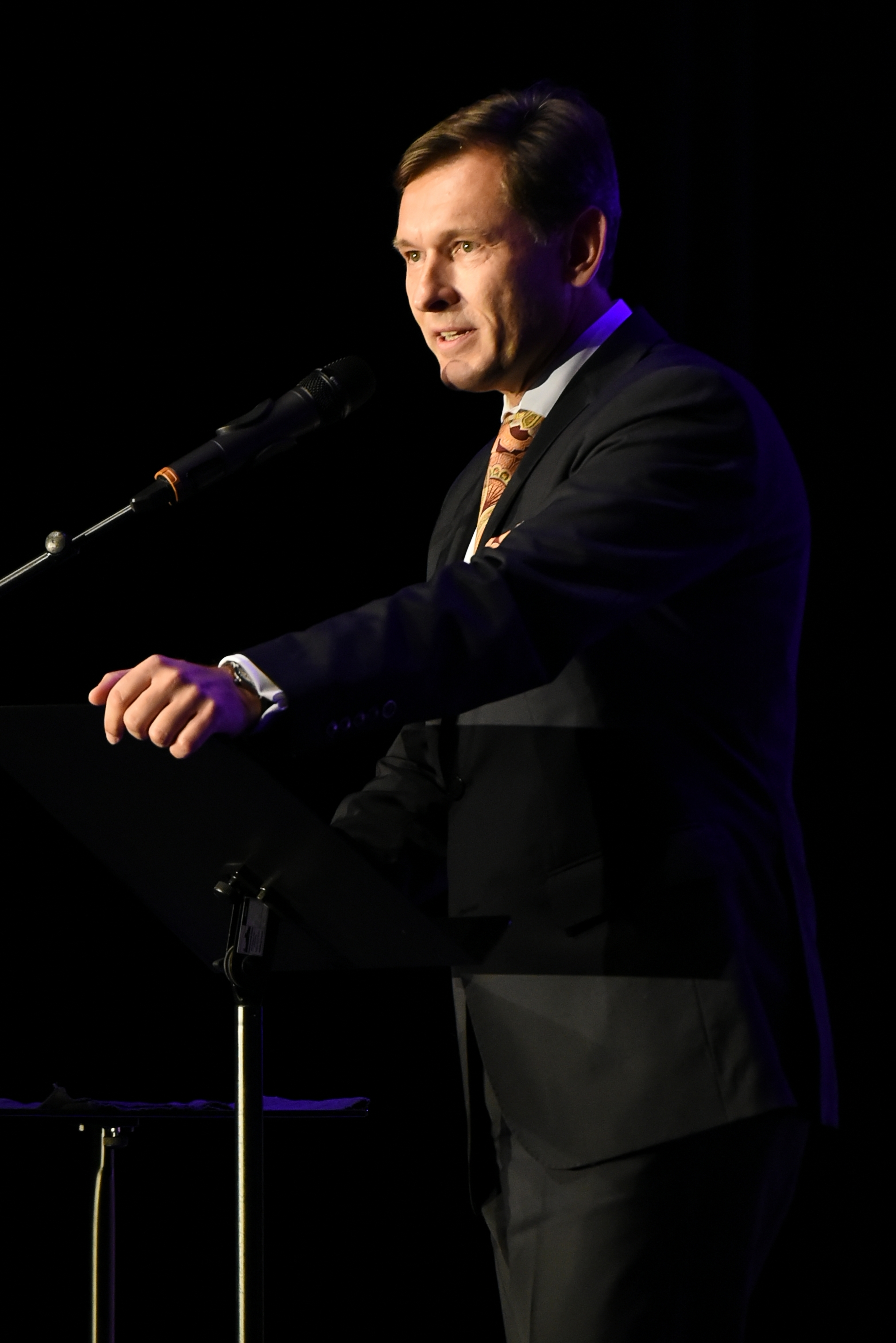
Frank Dudda (* 1963)

- Dudda, Julian (* 1993), deutscher Fußballspieler
- Dudda, Jürgen (1952–2004), deutscher Fußballspieler
- Dudda, Waldemar (1925–2015), deutscher Politiker (SPD), MdL
- Dudda, Wolfgang (1957–2023), deutscher Politiker (Piratenpartei), MdL
- Dudde, Bertha (1891–1965), deutsche Schneiderin und selbsternannte Prophetin
- Dudde, Hartmut (* 1962), deutscher Polizist
- Duddeck, Heinz (1928–2017), deutscher Bauingenieur
- Duddek, Richard (1923–2010), deutscher Fußballspieler
- Duddell, Joe (* 1972), britischer Komponist
- Duddell, William (1872–1917), englischer Elektrotechniker
- Duddenhausen, Hermann (1826–1912), deutscher Verwaltungsjurist und Ministerialbeamter
- Dudderidge, John (1906–2004), britischer Kanute und Kanu-Funktionär
- Duddins, Walter (* 1903), deutscher Politiker (KPD)
- Duddleston, Amy E. (* 1965), US-amerikanische Filmeditorin
- Duddridge, James (* 1971), britischer Politiker, Mitglied des House of Commons
- Duddy, Kim (* 1957), US-amerikanische Choreografin und Regisseurin

### Dude
- Dude, Georg (1886–1946), deutscher Jurist, Amtshauptmann und Landrat
- Dudeck, Joachim (1932–2010), deutscher Medizininformatiker
- Dudeck, Manuela (* 1968), deutsche Psychiaterin
- Dudeck, Martin (* 1961), deutscher Schauspieler
- Dudek, Alyson (* 1990), US-amerikanische Shorttrackerin
- Dudek, Anne (* 1975), US-amerikanische SchauspielerinAnne Dudek (* 1975)

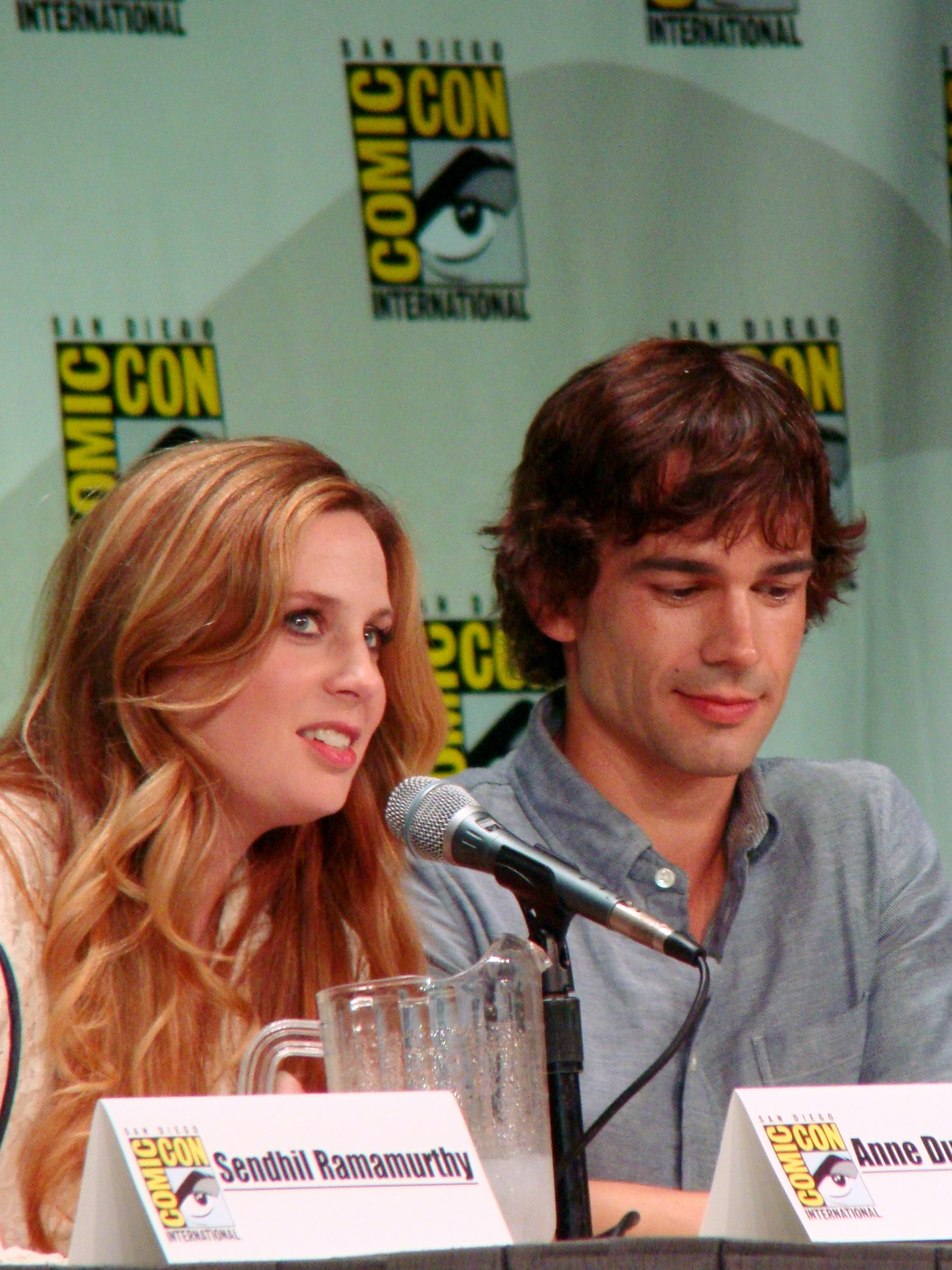
Anne Dudek (* 1975)

- Dudek, Bernd (* 1968), deutscher Fußballspieler
- Dudek, Carlos (1910–1992), deutscher Architekt
- Dudek, Dariusz (* 1975), polnischer Fußballspieler
- Dudek, Fabian (* 1995), deutscher Jazzmusiker (Alt- und Sopransaxophon, Komposition)
- Dudek, Gerd (1938–2022), deutscher Jazzmusiker
- Dudek, Helmut (1957–1994), polnischer Fußballspieler
- Dudek, Jerzy (* 1973), polnischer Fußballtorwart
- Dudek, Klaus (* 1954), deutscher Hochschullehrer
- Dudek, Louis (1918–2001), kanadischer Dichter, Hochschullehrer, Essayist und Literaturkritiker
- Dudek, Micha (* 1962), deutscher Tierökologe, Buchautor und Gutachter
- Dudek, Paulina (* 1997), polnische Fußballspielerin
- Dudek, Peter (* 1949), deutscher Erziehungswissenschaftler, Hochschullehrer, Autor und PublizistPeter Dudek (* 1949)

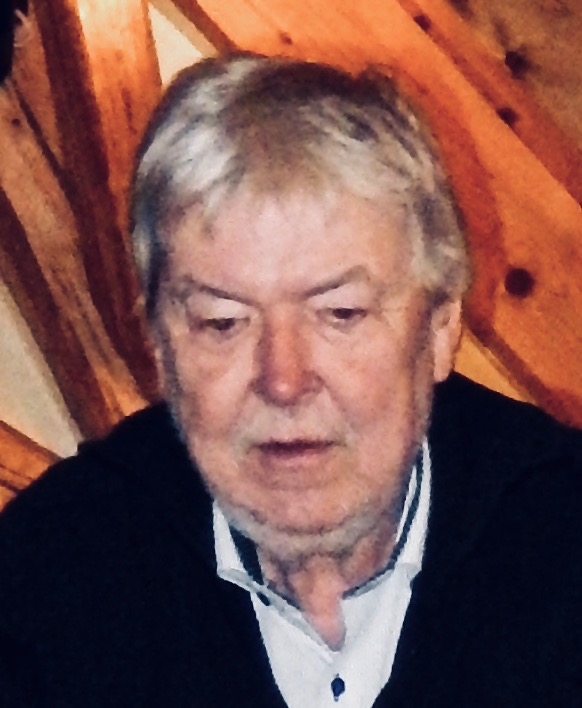
Peter Dudek (* 1949)

- Düdek, Şenay (* 1953), türkische Journalistin, Moderatorin und Buchautorin
- Dudek, Tim (* 1980), deutscher Jazzmusiker (Schlagzeug, Perkussion, Komposition) und Musikproduzent
- Dudek, Walter (1890–1976), deutscher Politiker (SPD)
- Dudel, Alix (* 1956), deutsche Sängerin und Schauspielerin
- Dudel, Josef (* 1930), deutscher Neurophysiologe
- Dudemaine, Sophie (* 1965), französische Kochbuchautorin
- Duden, Anne (* 1942), deutsche Schriftstellerin
- Duden, Barbara (* 1942), deutsche Historikerin und Soziologin
- Duden, Barbara (* 1951), deutsche Politikerin (SPD), MdHB
- Duden, Fritz-Christoph (1939–2017), deutscher Beamter und Mitglied der Hamburgischen Bürgerschaft
- Duden, Gottfried (1785–1855), deutscher Arzt, Farmer in den USA und Publizist
- Duden, Harold (1879–1952), US-amerikanischer Eishockeyspieler
- Duden, Heinrich († 1601), Abt der Klöster Werden und St. Ludgeri (Helmstedt)
- Duden, Herdin Hans (* 1898), deutscher Jurist und nationalsozialistischer Politiker und Funktionär
- Duden, Konrad (1829–1911), deutscher Philologe und Herausgeber des ersten deutschen Rechtschreibwörterbuchs
- Duden, Konrad (1907–1979), deutscher Jurist und Hochschullehrer
- Duden, Paul (1868–1954), deutscher Chemiker und Industrieller
- Duden, Wilhelm (* 1947), deutscher Motorrad-Bahnrennfahrer
- Dudėnas, Arūnas (* 1983), litauischer Politiker (Seimas)
- Dudėnas, Vytautas (* 1937), litauischer Finanzist und Politiker
- Dudene, Heiner (1930–2020), deutscher Politiker (SPD), MdL
- Dudeney, Alicia (* 2003), britische Tennisspielerin
- Dudeney, Henry (1857–1930), englischer Mathematiker
- Dudenhausen, Joachim (* 1943), deutscher Mediziner
- Dudenhausen, Wolf-Dieter (* 1940), deutscher Ministerialbeamter
- Dudenhöfer, Klaus (1924–2008), deutscher Filmeditor
- Dudenhöffer, Ferdinand (* 1951), deutscher Ökonom und Hochschullehrer
- Dudenhöffer, Gerd (* 1949), deutscher KabarettistGerd Dudenhöffer (* 1949)

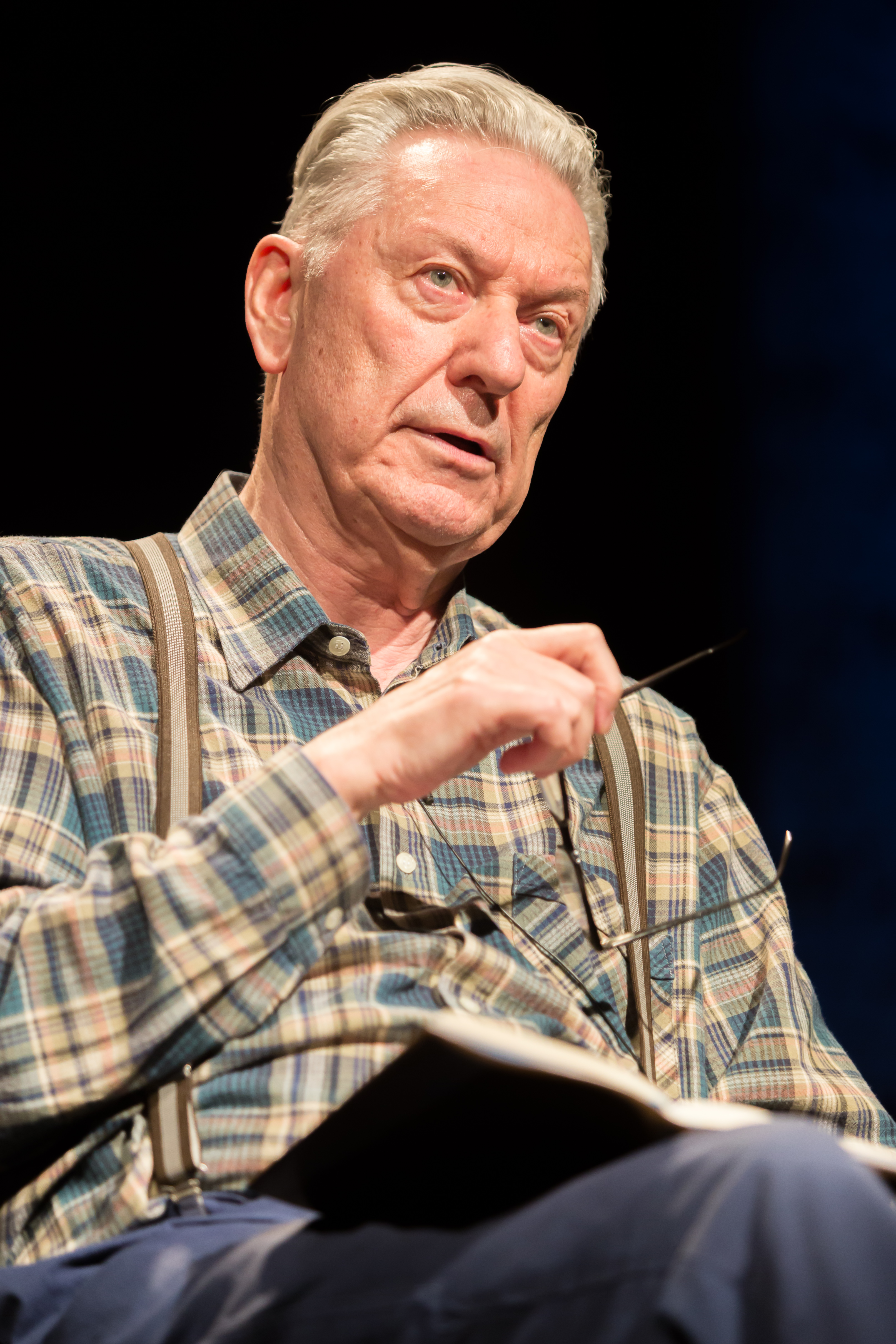
Gerd Dudenhöffer (* 1949)

- Duderstadt, Hermann (1922–1991), deutscher Biologe und Hochschullehrer
- Duderstadt, James (1942–2024), US-amerikanischer Physiker, Reaktortechniker und Universitätspräsident
- Duderstadt, Max (1861–1918), deutscher Verwaltungsbeamter
- Duderstaedt, Hugo (1848–1909), deutscher Architekt und Bauunternehmer
- Dudesek, Karel (* 1954), tschechisch-österreichischer Medienkünstler und Kunstprofessor
- Dudevant, Casimir (1795–1871), französischer Adeliger und Lieutenant der Grande Armée

### Dudg
- Dudgeon, Gus (1942–2002), britischer Musikproduzent
- Dudgeon, Neil (* 1961), britischer Schauspieler
- Dudgeon, Tim (* 1968), britischer Freestyle-Skier

### Dudi
- Dudic, Alessandro (* 1988), Schweizer Fußballschiedsrichter
- Dudić, Hasan (* 1957), serbischer Folk-Sänger
- Dudić, Mevlud (* 1966), serbischer Präsident der Islamischen Gemeinschaft
- Dudić, Milan (* 1979), serbischer Fußballspieler
- Dudick, Michael (1916–2007), US-amerikanischer Geistlicher, Bischof der Eparchie Passaic
- Dudics, Júlia (* 1954), ungarische Badmintonspielerin
- Dudík, Beda (1815–1890), österreichisch-mährischer Historiker
- Dudikoff, Michael (* 1954), US-amerikanischer SchauspielerMichael Dudikoff (* 1954)

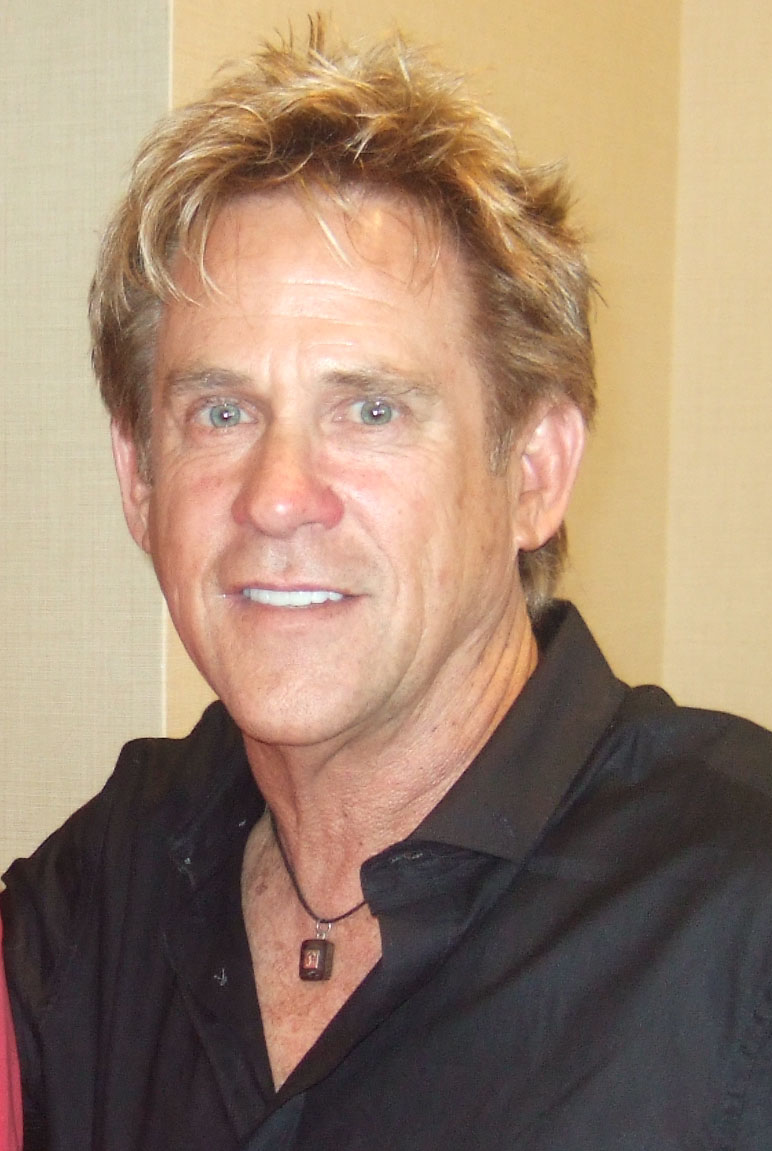
Michael Dudikoff (* 1954)

- Dudíková, Dominika (* 1996), tschechische Grasskiläuferin
- Dudin, Waleri Arkadjewitsch (* 1963), sowjetischer Rennrodler
- Dudinas, Vladimiras (1941–2017), litauisch-sowjetischer Hindernisläufer
- Duding, Claude-Antoine († 1745), Schweizer römisch-katholischer Geistlicher und Bischof von Lausanne
- Düding, Dieter (* 1940), deutscher Neuzeithistoriker
- Duding, Jacques (1643–1716), Schweizer römisch-katholischer Geistlicher und Bischof von Lausanne
- Düding, Nora (* 1979), deutsche Schauspielerin
- Düding, Walter (* 1925), deutscher Fußballspieler
- Dudinzew, Wladimir Dmitrijewitsch (1918–1998), russischer Schriftsteller
- Dudistius Novanus, Lucius, römischer Statthalter (Kaiserzeit)
- Dudith, Andreas (1533–1589), Humanist, Bischof, Kaiserlicher Diplomat, Protestant

### Dudj
- Dudjahn, Horst (1939–1994), deutscher Fußballspieler
- Düdjom Lingpa (1835–1904), tibetischer Lama und Linienhalter der Nyingma-Schule des tibetischen Buddhismus

### Dudk
- Dudka, Dariusz (* 1983), polnischer Fußballspieler
- Dudka, Wolodymyr (* 1964), ukrainischer Reservekapitän der Marine
- Dudkiewicz-Goławska, Daria (* 1985), polnische Ballonsportlerin
- Dudkin, Mikalaj (* 1947), belarussisch-sowjetischer Dreispringer
- Dudkina, Jelisaweta Jewgenjewna (* 2002), russische Handballspielerin
- Dudkina, Xenija Pawlowna (* 1995), russische Turnerin und Olympiasiegerin
- Dudková, Kateřina (* 1988), tschechische Triathletin

### Dudl
- Dudler, Markus (* 1981), Schweizer Politiker (CVP)
- Dudler, Max (* 1949), Schweizer Architekt
- Dudley, Anne (* 1956), britische Komponistin und Popmusikerin
- Dudley, Anne Dallas (1876–1955), US-amerikanische Suffragette
- Dudley, Big Dick (1968–2002), US-amerikanischer Wrestler
- Dudley, Bill (1921–2010), US-amerikanischer American-Football-Spieler
- Dudley, Bob (* 1955), US-amerikanischer Ölmanager
- Dudley, Charles E. (1780–1841), angloamerikanischer Politiker
- Dudley, Dash (* 1986), US-amerikanischer Pokerspieler
- Dudley, Dave (1928–2003), US-amerikanischer Country-SängerDave Dudley (1928–2003)

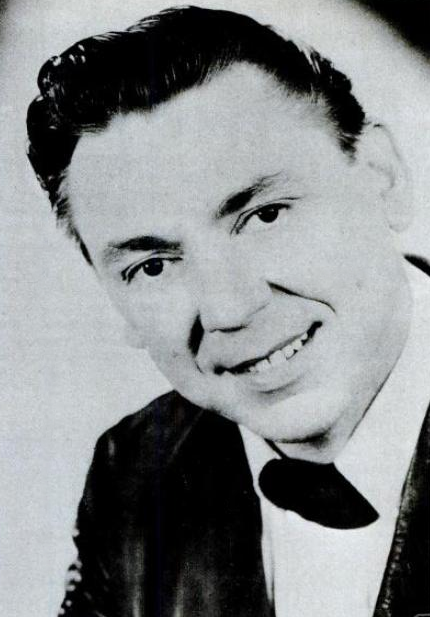
Dave Dudley (1928–2003)

- Dudley, Dorothy (1885–1975), britische Archäologin
- Dudley, Dud (1600–1684), britischer Metallurg und Unternehmer sowie Pionier der Eisenverhüttung mit Steinkohle (Koks)
- Dudley, Edward Bishop (1789–1855), US-amerikanischer Politiker
- Dudley, Gemma (* 1990), neuseeländische Radsportlerin
- Dudley, George (1897–1959), US-amerikanischer Artdirector und Szenenbildner
- Dudley, Guildford († 1554), Ehemann der Lady Jane Grey, Königin von England und Irland
- Dudley, Harold (1887–1935), englischer Biochemiker
- Dudley, Irving Bedell (1861–1911), US-amerikanischer Diplomat
- Dudley, James (1910–2004), US-amerikanischer Wrestlingmanager
- Dudley, Jared (* 1985), US-amerikanischer Basketballspieler
- Dudley, John Michael, neuseeländischer Physiker
- Dudley, John, 1. Duke of Northumberland († 1553), englischer Adliger
- Dudley, Joseph (1647–1720), Kolonialer Gouverneur von Massachusetts
- Dudley, Mary († 1586), englische Hofdame
- Dudley, Olivia Taylor (* 1985), US-amerikanische Schauspielerin
- Dudley, Rick (* 1949), kanadischer Eishockeyspieler, -trainer und -funktionär
- Dudley, Robert, 1. Earl of Leicester (1532–1588), englischer Peer, Oberstallmeister der Königin Elisabeth I.Robert Dudley, 1. Earl of Leicester (1532–1588)

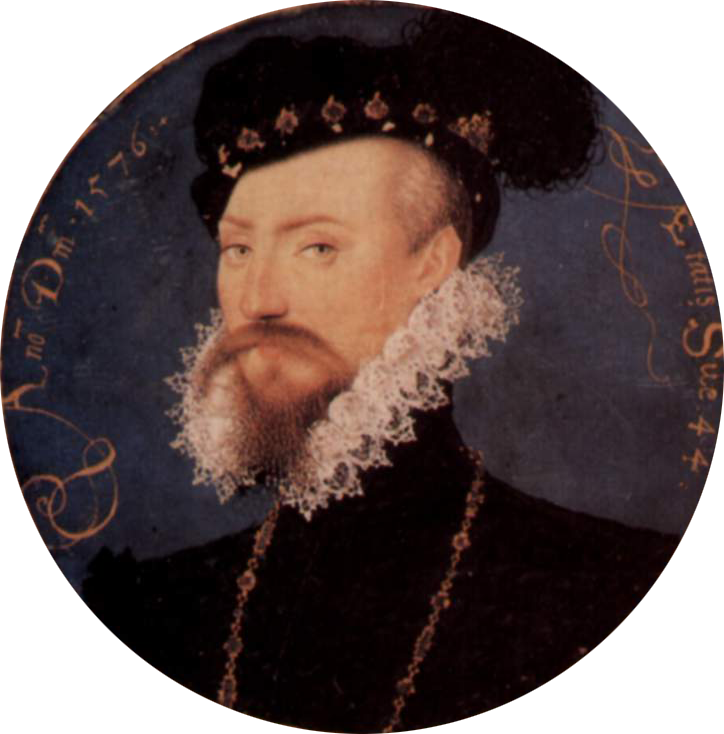
Robert Dudley, 1. Earl of Leicester (1532–1588)

- Dudley, S. H. (1864–1947), US-amerikanischer Sänger
- Dudley, Thomas (1576–1653), englischer Puritaner, zweiter Gouverneur der Massachusetts Bay Colony
- Dudley, Underwood (* 1937), US-amerikanischer Mathematiker
- Dudley, William (1931–1978), US-amerikanischer Schwimmer
- Dudley, William C., Präsident und CEO der Federal Reserve Bank of New York
- Dudley-Ward, Penelope (1914–1982), britische Filmschauspielerin
- Dudli, Hugo (1930–2004), Schweizer Komponist, Arrangeur und Dirigent
- Dudli, Joris (* 1957), Schweizer Jazzschlagzeuger

### Dudm
- Dudman, Jacob (* 1997), britischer Schauspieler und FilmregisseurJacob Dudman (* 1997)

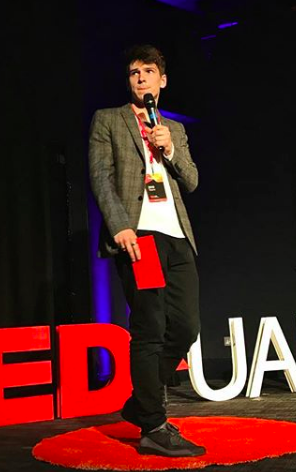
Jacob Dudman (* 1997)

- Dudman, Nick, britischer Maskenbildner
- Dudman, Richard (1918–2017), US-amerikanischer Journalist

### Dudn
- Dudnik, Wiktor Iwanowitsch (1935–2010), sowjetisch-russischer Bildhauer
- Dudnikova, Ksenia, usbekische Opernsängerin (Mezzosopran)

### Dudo
- Dudo († 957), Bischof von Paderborn
- Dudo, Graf von Laurenburg
- Dudo von Havelberg, Bischof von Havelberg (948–981)
- Dudo von Saint-Quentin, Dekan von Saint-Quentin, normannischer Chronist
- Dudo von Weisenau, Stadtkämmerer von Mainz
- Dudoglo, Iuri (* 1991), moldauischer Gewichtheber
- Dudok de Wit, Michael (* 1953), niederländischer Trickfilmregisseur und Animator
- Dudok, Ernesto (* 1987), uruguayischer Fußballspieler
- Dudok, Willem Marinus (1884–1974), niederländischer Architekt
- Dudorow, Anatoli Alexejewitsch (1915–1997), sowjetischer Schauspieler und Filmregisseur
- Dudorow, Nikolai Pawlowitsch (1906–1977), sowjetischer Politiker, Innenminister der UdSSR
- Dudová, Klaudia (* 1988), tschechische Filmschauspielerin
- Dudovič, Michal (* 1999), slowakischer Unihockeyspieler
- Dudow, Nikolai Nikolajewitsch (* 1952), russischer Politiker
- Dudow, Slatan (1903–1963), bulgarischer Filmregisseur und Drehbuchautor

### Dudr
- Dudreville, Leonardo (1885–1975), italienischer Maler

### Dudt
- Dudtschenko, Anton (* 1996), ukrainischer Biathlet
- Düdtsi, Shigpo (1149–1199), Meister der Kama-Tradition

### Dudu
- Dudu, König von Akkad
- Dudu Cearense (* 1983), brasilianischer Fußballspieler
- Dudu, Abu l-Id (1934–2004), algerischer Schriftsteller
- Dudukalo, Alexei Nikolajewitsch (* 1976), russischer Automobilrennfahrer
- Düdul Dorje (1733–1797), tibetischer Lama
- Dudutis, Donatas (* 1973), litauischer Politiker, Vizeminister der Landwirtschaft Litauens

### Dudy
- Dudycha, Jakub (* 2005), tschechischer Mittelstreckenläufer
- Dudys, Joerg (* 1971), deutscher Musiker, Gitarrist

### Dudz
- Dudziak, Jeremy (* 1995), deutscher FußballspielerJeremy Dudziak (* 1995)

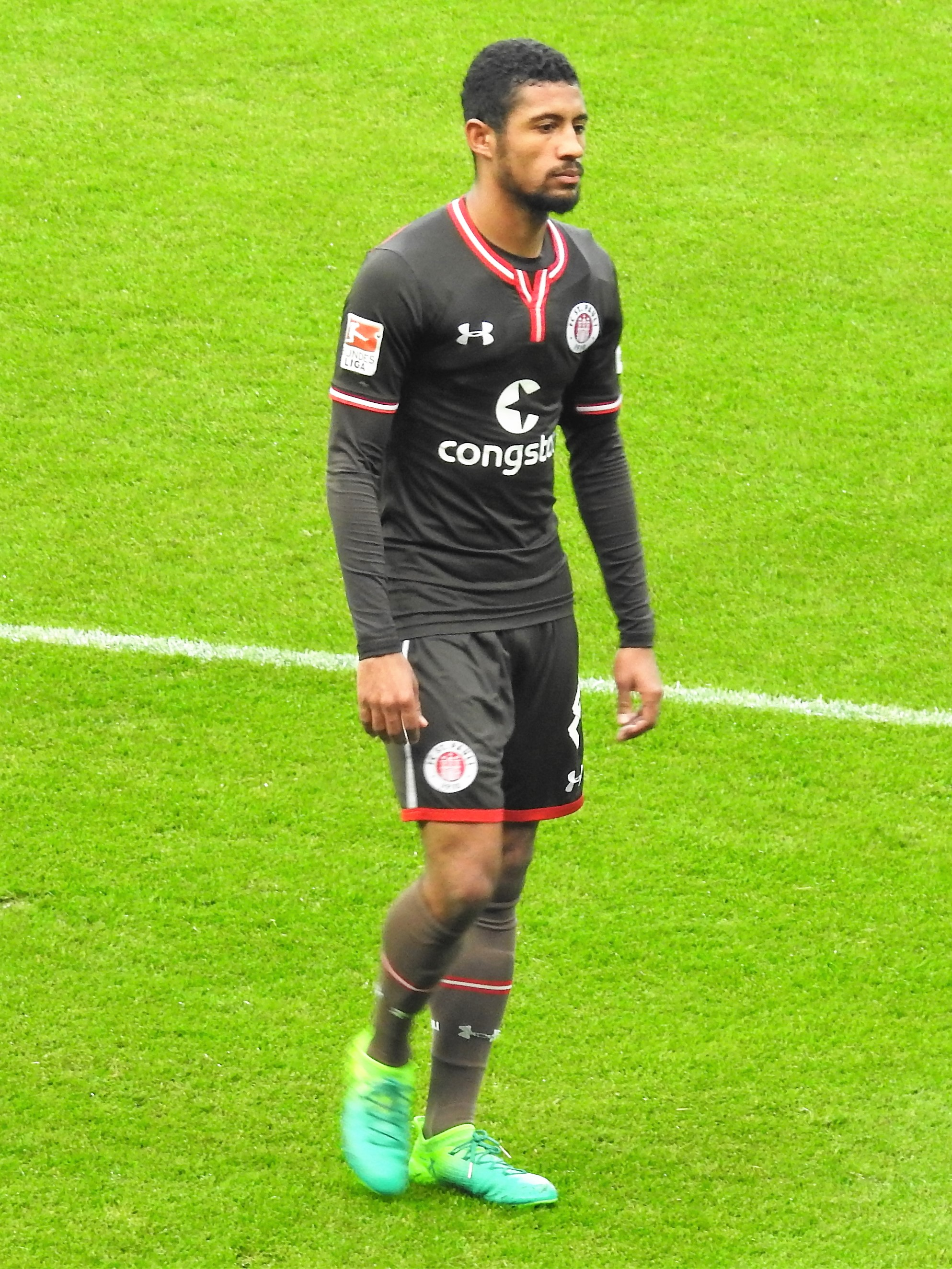
Jeremy Dudziak (* 1995)

- Dudziak, Marian (* 1941), polnischer Leichtathlet
- Dudziak, Peter (* 1983), deutscher Stenotypist
- Dudziak, Roland (* 1962), deutscher Ringer
- Dudziak, Urszula (* 1943), polnische Jazzsängerin
- Dudzik, Peter (* 1943), deutscher Auslandskorrespondent und Fernsehjournalist
- Dudzinski, Helga (1929–2022), deutsche Eiskunstläuferin
- Dudziński, Tomasz (* 1973), polnischer Jurist und Politiker, Mitglied des Sejm
- Dudzus, Otto (1912–2000), evangelischer Pfarrer, Herausgeber und Autor